# Кармасси, Дэнни
Дэнни Кармасси (англ. Denny Carmassi; род. 30 апреля 1947, Область залива Сан-Франциско, Калифорния, США) — американский барабанщик.
Дэнни участвовал в первых составах группы Montrose. После ухода из группы, он выступал с бывшими членами Montrose Ронни Монтроузом и Джимом Алсиваром в группе Gamma.
Также он выступал и записывал альбомы с группами Heart (в 1982—1992 гг.), Coverdale and Page, Whitesnake (в 1991—1993 гг.) и Дэвидом Ковердэйлом.

## Дискография по датам
1970-е
- Sweet Linda Divine — Sweet Linda Divine (1970)
- Montrose — Montrose (1973)
- Montrose — Paper Money (1974)
- Montrose — Warner Brothers Presents… Montrose! (1975)
- Montrose — Jump On It (1976)
- Sammy Hagar — Musical Chairs (1977)
- Sammy Hagar — All Night Long (1978)
- Randy Meisner — Randy Meisner (1978)
- St. Paradise — St. Paradise (1979)

1980-е
- Gamma — Gamma 2 (1980)
- Gamma — Gamma 3 (1982)
- Randy Meisner — Randy Meisner (1982)
- Heart — Passionworks (1983)
- Kim Carnes — Café Racers (1983)
- Mitchell Froom — Key of Cool (1984)
- Al Stewart — Russians & Americans (1984)
- Joe Walsh — The Confessor (1985)
- Heart — Heart (1985)
- Stevie Nicks — Rock a Little (1985)
- .38 Special — Strength in Numbers (1986)
- Heart — Bad Animals (1987)
- Whitesnake — Here I Go Again|Here I Go Again 87 — Сингл для радио 1987)
- Cinderella — Long Cold Winter (1988)
- Russell Hitchcock — Russell Hitchcock (1988)[источник не указан 4431 день]

1990-е
- Heart — Brigade (1990)
- Heart — Rock the House Live! (1991)
- Coverdale-Page — Coverdale Page(1993)
- Heart — Desire Walks On (1993)
- Randy Newman — Faust (1995)
- Ted Nugent — Spirit of the Wild (1995)
- Sammy Hagar — Marching to Mars (1997)
- Whitesnake — Restless Heart (1997)[источник не указан 4431 день]

2000-е
- David Coverdale — Into the Light (2000)
- Trip to Heaven — 707 (2000)
- Gamma — Gamma 4 (2001)
- Bruce Turgon — Outside Looking In (2006)[источник не указан 4431 день]